# ساتيرلي كلارك
كان ساتيرلي كلارك (22 مايو 1816-20 سبتمبر 1881) محاميًا أمريكيًا، وسياسيًا ديمقراطيًا، ورائدًا من ولاية ويسكونسن. خدم لمدة عشر سنوات في مجلس شيوخ ولاية ويسكونسن (1862-1872)، ممثلًا لمقاطعة دودج الشرقية، وعمل أيضًا لمدة عامين في جمعية ولاية ويسكونسن. كتب مقالًا تاريخيًا عن ذكرياته عن حصن وينيباغو وحرب بلاك هوك في ولاية ويسكونسن ما قبل الدولة. كان معروفًا على نطاق واسع خلال حياته بلقب سات كلارك.

## الحياة السياسية
شغل كلارك عددًا من الأدوار في حكومة مقاطعة براون خلال أواخر ثلاثينات القرن التاسع عشر وأوائل أربعينات القرن التاسع عشر؛ إذ كانت مقاطعة براون في ذلك الوقت تضم تقريبًا كل ما يُعرف الآن بشمال شرق ولاية ويسكونسن. أصبح أيضًا بارزًا في الحزب الديمقراطي لإقليم ويسكونسن، واختير كمندوب في المؤتمر الإقليمي للحزب الديمقراطي في عام 1838، الذي رشح جيمس دوين دوتي لمنصب مندوب لدى الكونغرس.
درس كلارك القانون أثناء عمله في حصن وينيباغو، وقُبِل في نقابة المحامين في عام 1843. استقال من مهامه بعد ذلك بوقت قصير وانتقل إلى مقاطعة ماركويت الشرقية (الآن مقاطعة غرين ليك). أنشأ هناك منزلًا منعزلًا على المرجة بالقرب من غرين ليك، والذي أصبح معروفًا كملاذ للضيافة للمسافرين عبر المنطقة ذات الكثافة السكانية المنخفضة.
نمت مكانته حينها في الحزب الديمقراطي، وانتُخِب كممثل لمقاطعة ماركويت في جمعية ولاية ويسكونسن لدى الهيئة التشريعية الثانية لولاية ويسكونسن في الانتخابات العامة لعام 1848. اشتهر غالبًا، خلال هذه الولاية الأولى في الجمعية، بحكاية أنه تسلق قبة مبنى الكابيتول في يوم السبت؛ وبأنه غنى عددًا من أغاني المنشد الأسود بينما كان الناس يسيرون إلى الكنيسة. كان المرشح الديمقراطي عن دائرة مجلس الشيوخ الثانية في عام 1849، ولكنه هُزِم من قبل مرشح الحزب اليميني جورج ديغرو مور. حاول استعادة مقعده في الجمعية في عام 1850، ولكنه خسر مرة أخرى أمام المرشح اليميني تشارلز والدو.
لوحظ في وقت وفاة كلارك، في عام 1881، أنه قد حضر كل مؤتمر دولة ديمقراطية منذ إنشاء الدولة حتى وفاته. اقترب في مؤتمر الدولة الديموقراطية لعام 1851 من الفوز بترشيح الحزب لمنصب نائب الحاكم، ولكنه خسر في النهاية أمام تيموثي بورنس. اختير ناخبًا رئاسيًا ديمقراطيًا للانتخابات الرئاسية للولايات المتحدة في عام 1852، وانتهى به الأمر في القائمة الفائزة، وأدلى بصوته لصالح فرانكلين بيرس.
انتقل كلارك إلى هوريكون بولاية ويسكونسن في وسط مقاطعة دودج في منتصف خمسينات القرن التاسع عشر. أصبح شخصية سيئة السمعة بشكل متزايد في سياسة الدولة في الحجج العدوانية في الفترة التي سبقت الحرب الأهلية الأمريكية. أنشأ حملة في عام 1856 من أجل إرساله مندوبًا إلى المؤتمر الوطني للحزب الديمقراطي، وتعهد بالإدلاء بصوته لرئاسة برستون بروكس، الذي هاجم، في وقت سابق من ذلك العام، عضو مجلس الشيوخ تشارلز سومنر جسديًا على أرض مجلس الشيوخ الأمريكي. سقط الحزب الديمقراطي بشكل كبير في ولاية ويسكونسن في عام 1861 بعد اندلاع الحرب الأهلية؛ وعلقت الصحف على سات كلارك باعتباره آخر زعيم للحزب يوجه اتفاقية الدولة لعام 1861.
توسع مجلس شيوخ ولاية ويسكونسن من 30 مقعد إلى 33 مقعد في عام 1861، وكانت إحدى النتائج إنشاء دائرة مجلس الشيوخ الثانية لمقاطعة دودج. ترشح كلارك كمرشح ديمقراطي عن الدائرة 33 لمجلس شيوخ الولاية، وفاز في انتخابات المجلس التشريعي الخامس عشر في ولاية ويسكونسن. فاز بإعادة انتخابه أربع مرات في هذه الدائرة، وخدم حتى عام 1872. انتُخِب بعد ذلك لولاية أخيرة في الجمعية في دورة عام 1873.
كان كلارك سيئ السمعة في الولاية طوال الحرب الأهلية وبعدها لمعارضته القوية للحرب ودفاعه عن جيفرسون ديفيس (الذي كان يعرفه منذ سنواته في حصن وينيباغو). اعتبر كلارك نفسه كوبرهيد فخورًا، وتمتع شخصيًا بشعبية كبيرة على الرغم من أن سياسته كانت تعتبر متطرفة، وكان محبوبًا في جميع أنحاء الطيف السياسي. لوحظ في العديد من ذكرياته أن سياسته كانت أكثر من أداء، وكان معروفًا بكونه صديقًا للديمقراطيين البارزين ويليام إيه. بارستو وتشارلز إتش. لارابي، بالإضافة إلى الجمهوريين ألكسندر راندال وماثيو إتش. كاربنتر. روى مجتمع ويسكونسن التاريخي، بعد وفاته، كيف أثار إعجاب لوسي ويب هايز، زوجة الرئيس الجمهوري آنذاك رذرفورد بي. هايز، وتلقى دعوة لتناول العشاء معها في البيت الأبيض.